# Hortaliza

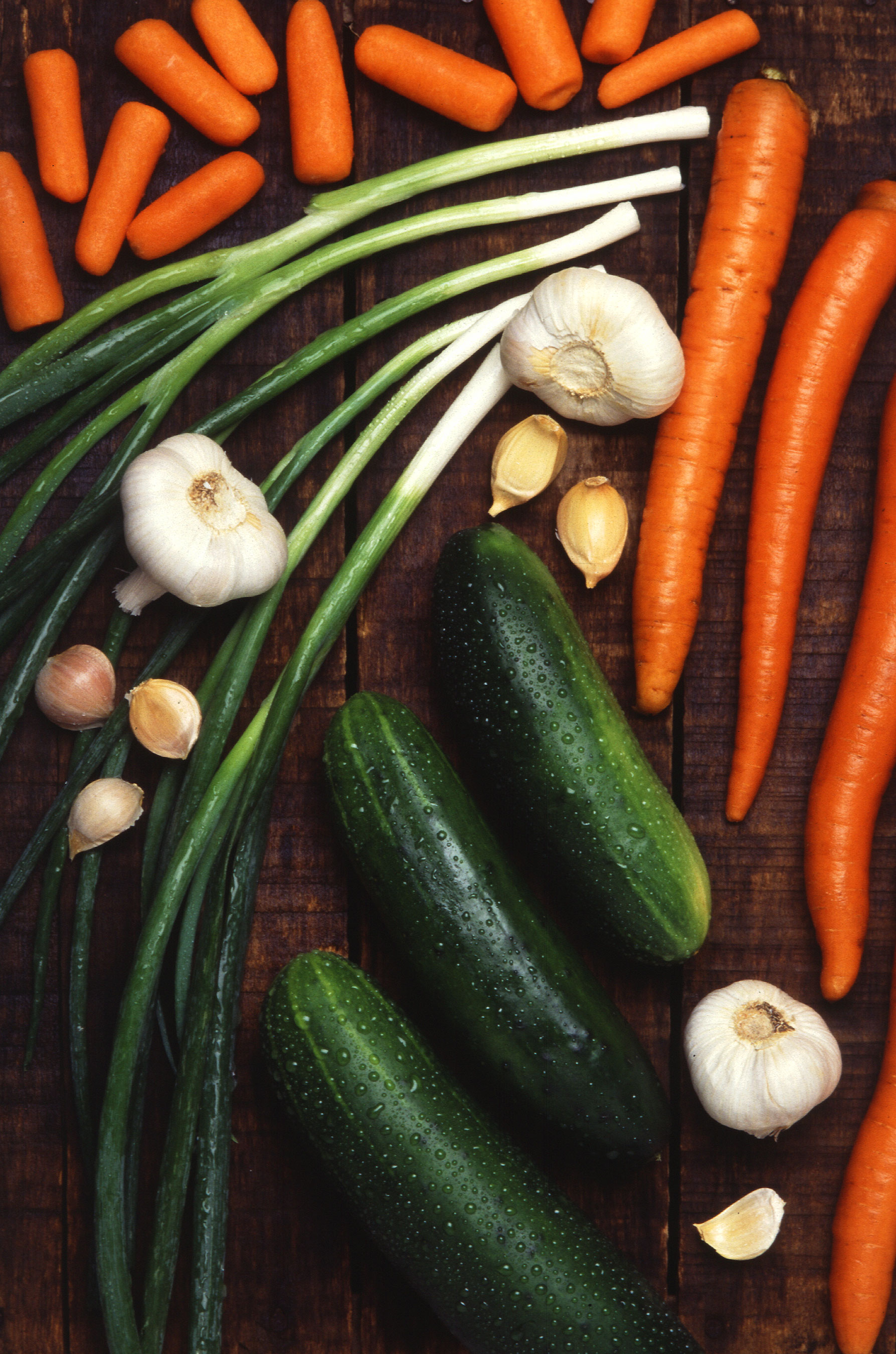
Hortalizas.

Las hortalizas son un conjunto de plantas cultivadas generalmente en huertos o regadíos, que se consumen como alimento, ya sea de forma cruda o preparadas culinariamente, y que incluye las verduras y las legumbres (las habas, los guisantes, etc.). Las hortalizas no incluyen las frutas ni cereales.
Sin embargo, esta distinción es arbitraria y no se basa en ningún fundamento botánico. La Real Academia Española no reconoce esta taxonomía, y circunscribe esta acepción a los cultivos realizados en un huerto.

## Composición de la hortaliza
- Agua. Las hortalizas contienen una gran cantidad de agua, aproximadamente un 80 % de su peso.
- Glúcidos. Según el tipo de hortalizas, la proporción de glúcidos (o hidratos de carbono) es variable, siendo en su mayoría de absorción lenta. Según la cantidad de glúcidos, las hortalizas pertenecen a distintos grupos:
  - Grupo A. Contienen menos de un 5 % de hidratos de carbono (acelga, apio, espinaca, berenjena, coliflor, lechuga y rábano).
  - Grupo B. Contienen de un 5 a un 10 % de hidratos de carbono (alcachofa, guisante, cebolla, nabo, puerro, zanahoria y remolacha).
  - Grupo C. Contienen más del 10 % de hidratos de carbono (papa y mandioca).
- Vitaminas y minerales. La mayor parte de las hortalizas contienen gran cantidad de vitaminas y minerales, y pertenecen al grupo de alimentos reguladores en la rueda de los alimentos, al igual que las frutas. La vitamina A está presente en la mayoría de las hortalizas en forma de provitamina, especialmente en zanahorias, espinacas y perejil. Las hortalizas también son ricas en vitamina C, especialmente el pimiento, el perejil, las coles de bruselas y el brócoli. La vitamina E y la vitamina K se encuentran, aunque en pequeña cantidad, en guisantes y espinacas. Como representante de las vitaminas del grupo B está el ácido fólico, que se encuentra en las hojas de las hortalizas verdes. El potasio abunda en la remolacha y la coliflor. El magnesio se encuentra en espinacas y acelgas. El calcio y el hierro están presentes en cantidades pequeñas en las hortalizas, y se absorben con dificultad en el tubo digestivo. El apio contiene sodio.
- Sustancias volátiles. La cebolla contiene disulfuro dipropilo, que es la sustancia que hace llorar.
- Lípidos y proteínas. Las hortalizas presentan un contenido bajo de estos macronutrientes.
- Fibra dietética. Del 2 al 10 % del peso de las hortalizas es fibra alimentaria (o fibra dietética). La fibra alimentaria es pectina y celulosa, que suele ser menos digerible que la fruta, por lo que es preciso cocer las hortalizas para su consumo en la mayoría de las ocasiones. La mayoría de las hortalizas son ricas en fibra (berenjena, coliflor, judías verdes, brócoli, escarola, guisante).

Valor calórico. La mayor parte de las hortalizas son hipocalóricas. Por ejemplo, 100 g de acelgas solo contienen quince calorías. La mayoría no superan las cincuenta calorías por 100 g, excepto las alcachofas y las papas. Debido a este bajo valor calórico, las hortalizas deberían estar presentes en un gran porcentaje en una dieta contra la obesidad.
Todas estas propiedades hacen que sea recomendable consumirlas con bastante frecuencia y diariamente: se recomienda una ración en cada comida y de la forma más variada posible. Por eso las hortalizas ocupan el segundo piso, junto con las frutas, en la pirámide de los alimentos. Vale aclarar que esta pirámide es solo una de las teorías existentes en la alimentación humana: existen otras pirámides nutricionales, como las que plantean el vegetarianismo, el veganismo o el crudiveganismo.

## Conservación y almacenamiento
Las hortalizas frescas deben conservarse adecuadamente hasta el momento del consumo. Las condiciones y duración del almacenamiento influyen mucho en el aspecto y valor nutritivo. La mayoría de las hortalizas deben conservarse a temperaturas bajas con una alta humedad ambiental, por lo que el verdulero del refrigerador es el lugar más recomendable. Se aconseja ponerlas en bolsas agujereadas o con láminas de aluminio, y evitar que el envase sea hermético. En el frigorífico se pueden conservar algunos días, según la clase de hortaliza. Por ejemplo, las espinacas, la lechuga, etc, no conviene tenerlas más de tres días; sin embargo, las zanahorias, los nabos y la remolacha son menos sensibles, y se conservan durante más tiempo. Algunas hortalizas, como las cebollas y los ajos secos, no precisan ser conservadas en el refrigerador, sino que es más adecuado un lugar seco y aireado.

## Valor nutritivo
Las verduras son partes de las plantas herbáceas que son idóneas para el consumo humano. Estos componentes comestibles de la planta pueden ser tallos, hojas, raíces, flores y frutos. El valor nutritivo de las verduras define la presencia de esas sustancias esenciales que son importantes para mantener la vida. Los científicos categorizan las verduras como nutracéuticos, porque son una mezcla de nutrición y farmacéutica: ciertas sustancias químicas presentes en los vegetales tienen un gran valor medicinal.

## Limpieza
Las hortalizas se deben de lavar o cepillar cuidadosamente antes de ser consumidas, según se trate de hojas, raíces o tubérculos. Cuando no se puedan pelar, hay que limpiarlas mucho, sobre todo si tienen la piel rugosa o peluda. Las hortalizas que se coman crudas deberían sumergirse en agua con unas gotas de lejía diluida durante unos cinco minutos, y después limpiarlas con agua corriente. Se debe hacer esto porque las hortalizas se riegan a veces con aguas no potables que pueden contener numerosas bacterias, y el agua de riego entra en contacto con la hortaliza, que suele estar a ras de suelo.

## Cocción
Las vitaminas de las hortalizas se destruyen con la exposición a la luz, el aire y el calor. Las sales minerales se disuelven en el agua al cocer las hortalizas. Para poder beneficiarse de las vitaminas, de los minerales y del sabor, es preciso cocinar las hortalizas con poca agua (o, mejor, con vapor) y de una forma muy rápida, sumergiéndolas directamente en agua a 100 grados centígrados. El recipiente de cocción debe mantenerse tapado y evitar moverlo (o moverlo lo menos posible). El agua de cocción debería aprovecharse para hacer sopas, consomés y otro tipo de caldos, porque en el agua de cocción es donde se concentran los minerales. Las hortalizas cocidas que no se vayan a consumir en el momento deben enfriarse y guardarse en el refrigerador. Después se pueden volver a calentar, pero durante poco tiempo.

## Propósito
1. ↑  «Hortaliza». DRAE. Consultado el 4 de marzo de 2021.
2. ↑  Leucemia, AEAL-Asociación Española de Afectados por Linfoma, Mieloma y. «3. Alimentación saludable | AEAL». Consultado el 24 de enero de 2023.